# دو کرجی

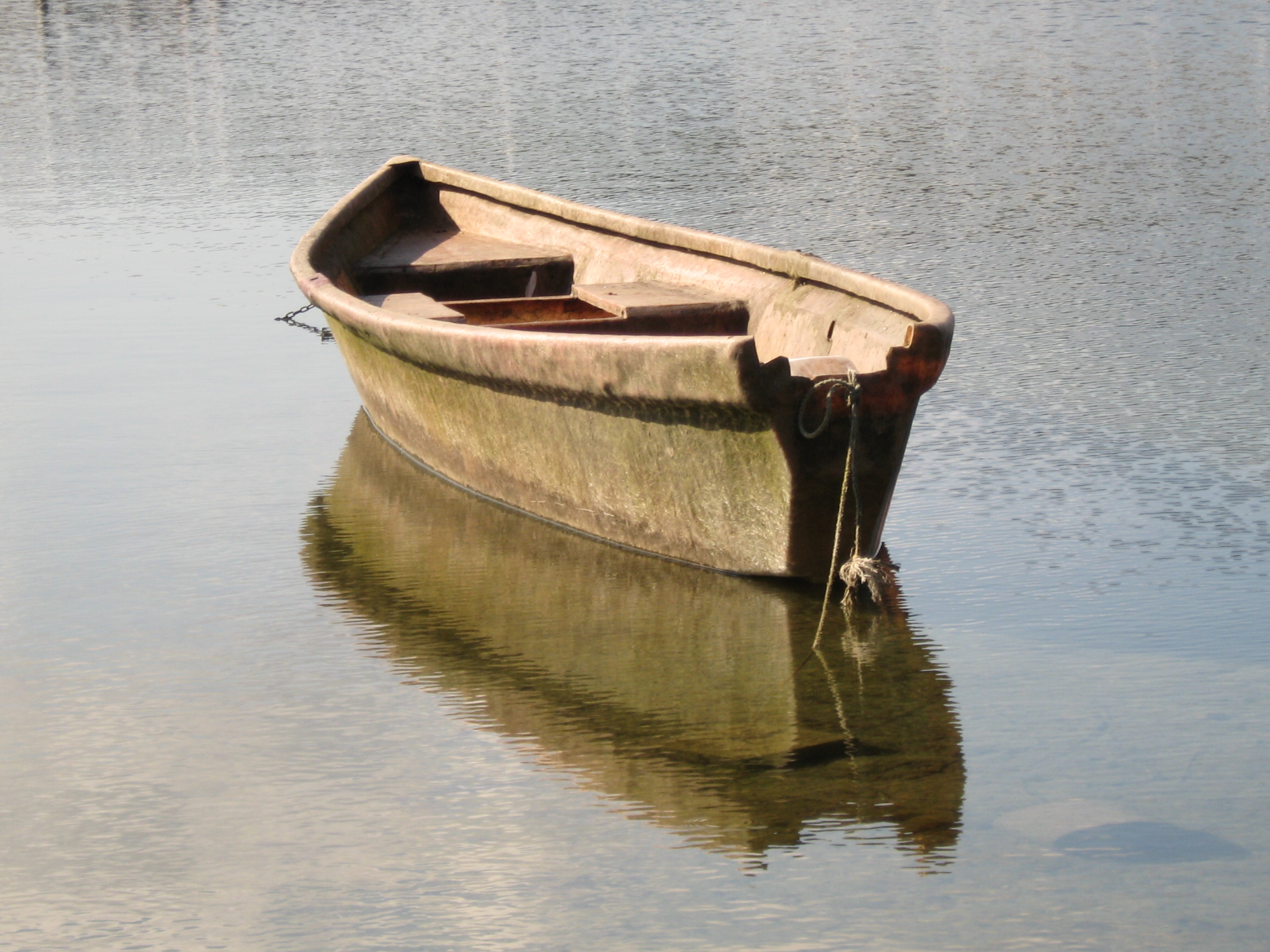
نگاره‌ای از یک نوع قایق «کرجی» بر روی آب

دو کرجی نام نوعی شکنجه است که توسط هخامنشیان  برای تنبیه یاغیان  که با استفاده از دو کرجی هم اندازه انجام می‌شده‌است. محکوم را در یکی از کرجی‌ها در کرانه رودخانه‌ای می‌گذاشتند و کرجی دیگر را بر روی او قرار می‌دادند. جز دستها و سر محکوم، بقیه اندام بین دو کرجی قرار می‌گرفت. بعد به سر و صورت او شیر و عسل می‌مالیدند و به وی می‌دادند تا بنوشد. اگر از خوردن امتناع می‌کرد با داخل کردن میخی در چشمش او را به خوردن مجبور می‌کردند. در اثر این‌کار و تابش آفتاب؛ مگسان به محکوم حمله‌ور می‌شدند و با دفع غذا و در نتیجه قرار گرفتن بدن محکوم در معرض آب رودخانه، کرم‌هایی به وجود می‌آمدند و به بدن وی وارد می‌شدند. بعد از گذشت دو تا سه هفته محکوم در اثر گسترش عفونت درون بدنش، به‌تدریج کشته می‌شد.